# Arrugues
|  | Aquest article tracta sobre la novel·la gràfica de Paco Roca. Si cerqueu la pel·lícula del mateix nom, vegeu «Arrugues (pel·lícula)». |

Arrugues (Rides en la versió original en francès) és un còmic fet pel valencià Paco Roca de gran èxit de vendes que tracta sobre la tercera, edat, l'alzheimer i les residències. Ha estat traduït a diverses llengües, entre elles el català. El còmic va guanyar el Premi Nacional del Còmic.

## Argument
L'Emili es un executiu de banca jubilat que té Alzheimer, després de patir una crisi de la malaltia, la família l'ingressa en una residència d'avis. Aquí ha de conviure amb els seus nous companys, cada un d'ells amb un quadre clínic i un caràcter ben diferent i amb els cuidadors que l'atenen.
L'Emili s'adapta a una rutina diària amb horaris preestablerts, la presa dels medicaments, la migdiada, el menjar, la gimnàstica i tornar a dormir per tornar a començar. Per lluitar contra la malaltia, per intentar conservar la memòria i evitar el trasllat a l'última planta on hi ha els residents amb mancances greus, compta amb l'ajuda del Miquel, el seu company d'habitació.

## Arrugas pel·lícula
L'èxit del còmic va dur a fer una pel·lícula d'animació d'idèntic nom. El llargmetratge es va estrenar el 27 de gener de 2012. amb una durada de vint-i-vuit minuts, la va dirigir Ignacio Ferreras i el mateix Paco Roca va participar en la confecció del guio amb Ángel de la Cruz y Rosanna Cecchini. El dibuixant també va fer els cartells de la pel·lícula i el disseny dels personatges. El setembre del 2011 es va fer una primera projecció al Festival Internacional de Cinema de Sant Sebastià. Aquest mateix any 2011 va guanyar el premi Goya a la millor pel·lícula d'animació i el Goya al millor guió adaptat.